# Frammuseet

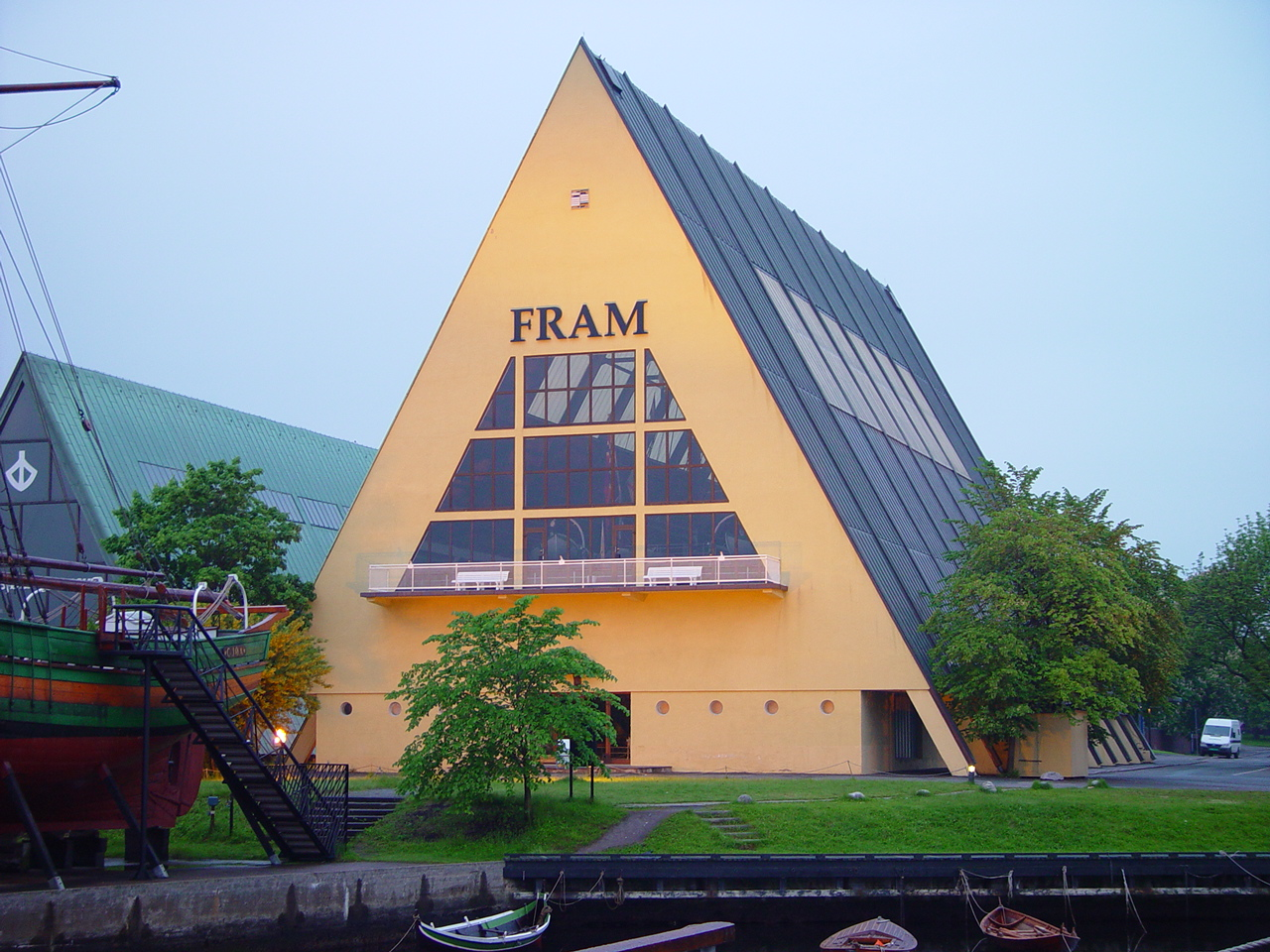
Frammuseet sett från sjösidan.

Frammuseet är ett fartygsmuseum i Oslo med polarskeppet Fram från 1892 som huvudattraktion.
Frammuseet skildrar de norska polarexpeditionerna och de tre polarfararna Fridtjof Nansen, Otto Sverdrup och Roald Amundsen.
Fram kom tillbaka från Buenos Aires 1914 och blev länge liggande utsatt för väder och vind i en vik vid Horten. Efter första världskriget arbetade flera kommittéer med att bevara Fram. År 1929 bogserades hon till Framnæs Mekaniske Verksted i Sandefjord för att restaureras fram till 1930 till det skick den hade under Otto Sverdrups fyra år långa expedition i Nordvästpassagen. 
År 1934 vann Bjarne Tøien en av Oslo Arkitektforening ordnad arkitekttävling för ett museum. Museet invigdes 1936. Fram är utställd med interiör i originalskick. Sedan 2013 finns polarjakten Gjøa i en båthall bredvid Frambyggnaden.
Museet skildrar historien om de norska polarfärderna och norsk polarforskning, bland andra Fridtjof Nansens färd över Norra ishavet och hans försök att på skidor nå Nordpolen, Otto Sverdrups expedition till Grönland, varvid mer än 200.000 kvadratkilometer land beskrevs och Roald Amundsens sydpolsexpedition, upptäckt av Nordvästpassagen och försök att nå Nordpolen.